# Folkhälsan Norrvalla
Folkhälsan Norrvalla är ett kurs- och lägercenter, med utbildning för idrott, i Vörå i Österbotten i Finland. Det utvecklades ur Norrvalla folkhögskola, som grundades 1907. 
Folkhälsan Norrvalla ägs sedan 2011 av Folkhälsan utbildning Ab, som också äger Folkhälsan Solvalla idrottsinstitut i Noux i Esbo i Nyland.  
I Norrvalla finns bland annat idrottshall, simhall och fotbollshall. Det finns också hotell och konferenslokaler.